# Castello di Bornato
Il castello di Bornato (o Villa Orlando) è un'antica roccaforte di Bornato, frazione di Cazzago San Martino, in provincia di Brescia.

## Collocazione e storia
Il castello fu edificato nel 1280, per volontà di Everardo Bornato, in posizione panoramica su un precedente castrum romano.
È dotato di una cerchia di mura merlate in pietra grezza, con torri e contrafforti, fossati e ponte levatoio, opere del 1275 attribuite a Inverardo da Bornato, signore e condottiero del luogo. All'interno delle mura, tra il seicento e il settecento, venne edificata una villa a corpo di fabbrica lineare dai successori dei Bornato, i Gandini, con sale affrescate nel XVIII secolo e stanze con soffitti a cassettoni. Nel salone delle adunanze gli interventi risalgono al 1669 ad opera di Pompeo Ghitti, per le figure, coadiuvato da P. A. Sorisene per le decorazioni. Il castello è circondato da un giardino all'italiana con piante secolari. Fu proprietà della famiglia nobiliare Mondella per un periodo non specificato di tempo, comunque fino al XIX sec. quando fu perduto in una partita a carte da Giuseppe Mondella detto "Pinotto".
Nel 1938 il castello divenne proprietà della famiglia Orlando; l'acquisto fu perfezionato da Luigi Orlando, mentre sua figlia Luisa vi aprì in seguito un'azienda agricola. Sotto la torre principale del castello sono collocate le antiche cantine, nelle quali per 700 anni – sino ai primi anni 2000 – si produsse il vino del castello.